# Strimmig bulbyl
Strimmig bulbyl (Alcurus striatus) är en asiatisk fågel i familjen bulbyler inom ordningen tättingar.

## Kännetecken

### Utseende
Strimmig bulbyl är en stor (21–23 cm) och långstjärtad bulbyl med lång, spetsig tofs. Den är i stort grönaktig och nästan helt strimmig, fint på huvud och rygg, grövre på buken.

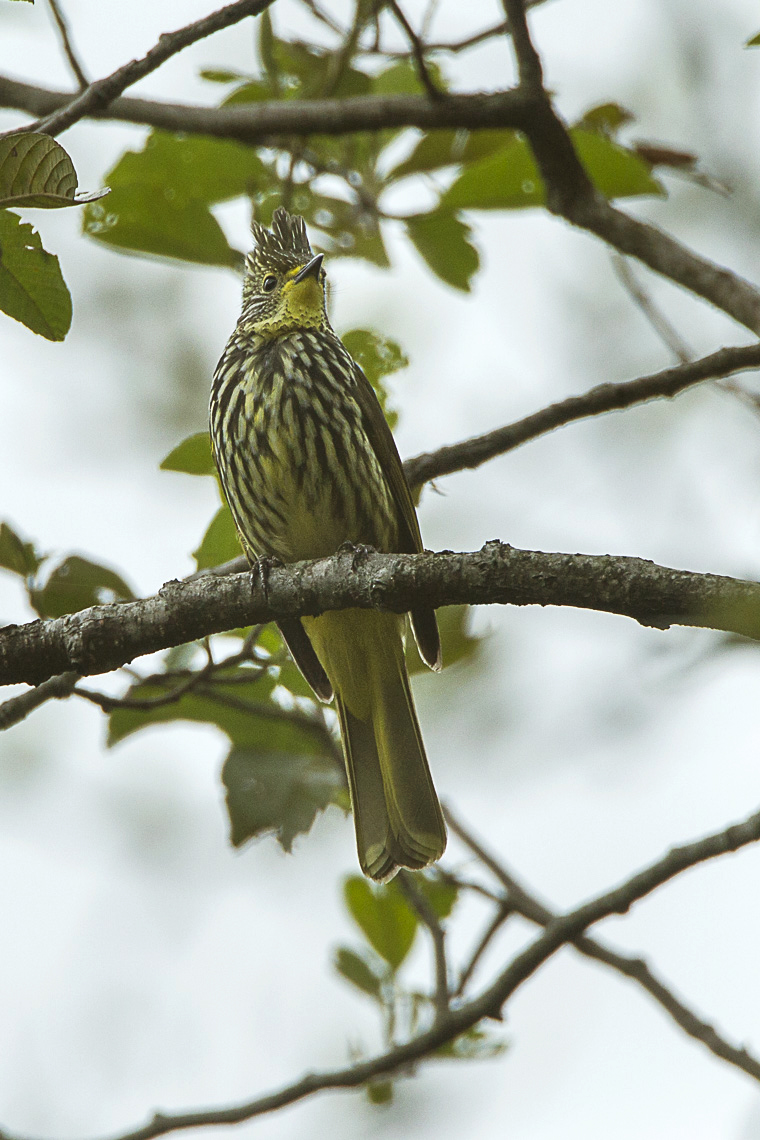
Strimmig bulbyl i Bhutan.

### Läte
Denna art är mindre ljudlig än de flesta andra bulbyler. Lätena består av bland annat ett hårt "pyik pyik" eller ett böjt "djrrri".

## Utbredning och systematik
Strimmig bulbyl delas in i tre underarter:
- A. s. striatus – förekommer i Himalaya i Nepal sydvästra Kina, Assam och västra Myanmar
- A. s. arctus – förekommer i nordöstra Assam (Mishmi Hills)
- A. s. paulus – förekommer från Myanmar till sydvästra Kina, norra Thailand, norra Laos och norra Vietnam

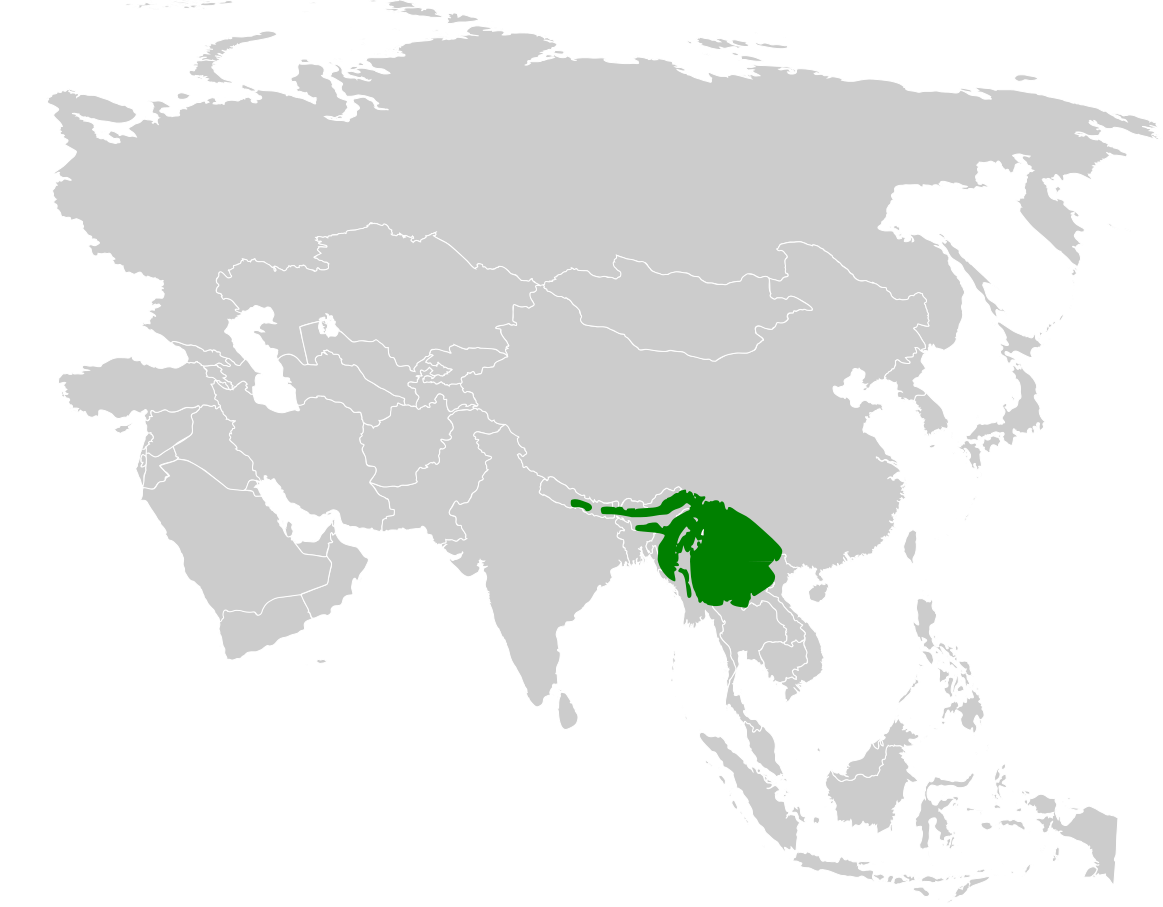
Artens utbredningsområde.

Vissa inkluderar arctus i nominatformen.

### Släktestillhörighet
Arten placerades traditionellt i släktet Pycnonotus, men genetiska studier visar att den utgör en helt egen utvecklingslinje. Flera taxonomiska auktoriteter urskiljer den därför numera i det egna släktet Alcurus, ibland tillsammans med gulkindad bulbyl som ännu inte testats genetiskt.

## Levnadssätt
Strimmig bulbyl förekommer i lågväxt städsegrön lövskog och fuktig skog med ek och rhododendron. Den livnär sig av bär och olika sorters insekter. Fågeln häkcar mellan maj och juli. Den är stannfågel, men rör sig till lägre nivåer vintertid.

## Status och hot
Arten har ett stort utbredningsområde och en stor population med stabil utveckling och tros inte vara utsatt för något substantiellt hot. Utifrån dessa kriterier kategoriserar internationella naturvårdsunionen IUCN arten som livskraftig (LC). Världspopulationen har inte uppskattats men den beskrivs som generellt ganska vanlig i hela utbredningsområdet.

## Namn
På svenska har arten även kallats streckbulbyl.